# 人世间
《人世间》是著名知青作家梁晓声的城市平民史诗长篇小说，荣获2019年第十届茅盾文学奖。

## 故事梗概
《人世间》三部曲，以20世纪70年代末期北方某省会城市一个平民区“共乐区”作为背景地，讲述了从共乐区走出的周氏家族十几位平民子弟跌宕起伏的人生，展示了文化大革命结束之后改革开放开始带来的中国社会50年间巨变。
- 上部 1966-1976年，周秉昆兄姐下乡，留城调换工作，遇到郑娟。周蓉夫妇被抓，导致周母昏迷。周炳昆传稿入狱。
- 中部 1976-1989年，周父退休，周母苏醒。周姐再婚，周兄从政，周父去世。周秉昆为保护妻儿，失手伤人，再次入狱。
- 下部 2001-2016年，周秉昆出狱，周母已逝。周子留学去世，周蓉女儿归国。周兄搬迁功成，周嫂改嫁出国。

书中缺少1989-2000年，是由于主人公周秉昆刑事入狱刑期。但有周蓉母女这十年在国外留学工作生活的内容。

## 主要人物
- 周志刚，新中国第一代建筑工人。儿女们的榜样。
- 周秉义，周志刚长子。北京大学毕业，后任市长，致力于改造城市棚户区。
- 周蓉，周志刚女儿。北京大学毕业，远赴云南教书，回城多年后又带女儿再赴云南。
- 周秉昆，周志刚幼子，没上过大学。当过工人、编辑、经营者。全书主人公。

## 奖项
- 2019年5月15日，第一届吕梁文学季“吕梁文学奖”年度小说奖。[2]

- 2019年7月，第二届吴承恩长篇小说奖。[3]

- 2019年8月16日，第十届茅盾文学奖。

## 改编电视剧
同名改编电视剧
于2022年1月28日在中央广播电视总台综合频道黄金档首播，并且在爱奇艺上线。2月24日在江苏卫视播出。3月4日在CCTV-8重播。
此剧平均收视位居全上星频道同时段电视剧类节目第一，吸引3.1亿人观剧，收获了众多好评，成为开年爆款。
电视剧《人世间》由王海鸰改编，李路担任导演兼总制片人，雷佳音、殷桃 主演，主题曲《人世间》与歌曲《光字片》分别由雷佳与周深演唱。